# Martin Galia
Martin Galia (Ostrava, 12 de abril de 1979) es un jugador de balonmano checo que juega de portero en el HC Baník Karviná. Es internacional con la selección de balonmano de la República Checa.

## Palmarés

### TBV Lemgo
- Copa EHF (1): 2010

## Clubes
- Baník Karviná (2002-2003)
- Redbergslids IK (2003-2004)
- Frisch Auf Göppingen (2004-2008)
- TBV Lemgo (2008-2011)
- TV Grosswallstadt (2011-2013)
- TSV St. Omar St. Gallen (2013-2016)
- NMC Górnik Zabrze (2016-2022)
- HC Baník Karviná (2022- )